# Giovanni Battista Fasolo
Giovanni Battista Fasolo O.F.M.Conv. (Asti, ca. 1600 – Palermo, dopo il 1664) è stato un francescano, compositore e organista italiano.

## Biografia
Le notizie sulla sua vita sono molto scarse. Non si conosce la data del suo ingresso nell'ordine francescano dei frati minori conventuali. Le prime tracce documentarie rivelano che almeno dal 1627 risiedeva a Roma nel convento dei Ss. Apostoli, svolgendovi funzioni di organista. Visse poi a Napoli, e infine a Palermo, dove si era trasferito forse al seguito di Luigi Guglielmo I Moncada, duca di Montalto e principe di Paternò. A lui dedicò l'opera che lo ha reso noto, l'Annuale che contiene tutto quello, che deve far un organista per risponder al choro tutto l'anno..., stampato a Venezia nel 1645, ma già elaborato almeno una decina di anni prima della sua apparizione.. Ne dà notizia il sorrentino Tomaso Anfora, che nella prefazione al Secondo libro di mottetti di Fasolo, pubblicati come opera VI nel 1635 a Napoli, presso lo stampatore Ottavio Beltrano, afferma che «fra pochi giorni uscirà in luce il suo [di Fasolo] Annuale il qual contiene tutto quello, che deve fare in tutto l’anno chi risponde con l’organo alle divine lodi, incominciando da gli hinni, tutte tre le messe, cioè doppia, che serve ad ambe le classi, la messa della Domenica, & quella della Beatissima Vergine Maria, & son regolate secondo la forma romana, gli otto Magnificat secondo gli toni ecclesiastici, con la risposta alle antifone. Otto ricercate; altre tante canzoni francesi. Quattro oblighi sopra diversi sogetti, & altri capricci». La perfetta corrispondenza tra la descrizione del contenuto e il titolo poi effettivamente apparso a stampa, conferma che l'opera era già pronta o comunque in avanzato stato di elaborazione una decina di anni prima della sua pubblicazione. Lo prova anche il fatto che i titoli degli inni contenuti nell'Annuale sono conformi al breviario precedente la riforma voluta da Urbano VIII nel 1631-1632, pontefice che ordinò una totale revisione dei testi degli inni, i quali, dopo tale opera di revisione, risultarono modificati per ben 952 sillabe e — in qualche caso — mutati anche nell'incipit. 

Nel 1653 Fasolo, che viveva a Palermo nel convento di San Francesco,  compose la musica per il prologo, i cori e gli intermedi per l'«attione tragica» Il ragguaglio del Costantino, rappresentata nel locale collegio dei gesuiti per celebrare la riconquista di Barcellona, compiuta l'anno precedente, con cui il re di Spagna aveva posto fine all'insurrezione catalana. 

Nel 1659 Fasolo ricopriva la carica di maestro di cappella dell'arcivescovato di Monreale, come apprendiamo dal frontespizio delle sue Arie spirituali e morali, delle quali scrisse anche i testi, stampate a Palermo in quell'anno e dedicate a Rodorico Zapata Cardines marchese di Santo Floro.. 

A Palermo, nella chiesa di San Francesco, per la festa patronale di santa Rosalia furono regolarmente eseguiti anche alcuni suoi oratori, tra i quali  Il mondo vilipeso (1657) e L'esequie di S. Rosalia (1664). 

Dopo il 1664 non si hanno altre notizie di Fasolo.
L’Annuale di Fasolo è da considerarsi la più completa opera liturgico-organistica tra tutte quelle consimili pubblicate in Italia nel corso del secolo XVII. Volendo fare un paragone, L'organo suonarino, del compositore e teorico bolognese Adriano Banchieri, benché fonte di preziosissime informazioni sulla prassi liturgico-musicale dell'epoca, presenta un numero di brani esemplificativi nettamente inferiore a quelli di Fasolo; lo stesso paragone potrebbe farsi con i Fiori musicali (Venezia 1635) di Girolamo Frescobaldi e i Ricercari a 4 voci, canzoni francesi, toccate e versi per rispondere nelle messe con l'organo al choro (Napoli 1641) di Giovanni Salvatore. Se paragonato all'opera di Banchieri, dal punto di vista della prassi liturgica, l'Annuale si presenta, comunque, meno generoso di informazioni sulla prassi liturgico-musicale, benché contenga un'ampia e dettagliata prefazione, focalizzata perlopiù sugli aspetti esecutivi..
Fino a pochi anni addietro la musica profana di Giovanni Battista Fasolo era stata attribuita ad altri compositori, in particolare al romano Francesco Mannelli, autore dell'Andromeda (1637), la prima opera della storia ad essere eseguita in un teatro pubblico a pagamento, o a un compositore non identificato che si firmava "Il Fasolo", ma di fatto mai esistito.  Grazie agli studi di Francesco Luisi, di Mariangela Donà, e Claudio Bacciagaluppi, l'attribuzione delle principali opere attribuite a "Il Fasolo" sembra ora poter essere assegnata, con una certa ragionevolezza, a Giovanni Battista Fasolo. Lo stesso si applica a quanto scritto da Eleanor Selfridge-Field, nella voce Fasolo, Giovan Battista del  New Grove dictionary of music and musicians.

## Opere
- Op. 3: Misticanza di vigna alla bergamasca; il canto della Barchetta et altre cantate et ariette per voce et chitarra, Roma, 1627[13]
- Il carro di Madama Lucia , et una serenata in lingua lombarda, che fa la gola, a carnevale; dopo un Ballo di tre zoppi, con una sguazzata di colasone. Una moresca de schiavi à tre. et altre arie, e correnti franzese, con le littere per la chitarra spagnuola. Roma, 1628 (*attribuita)
- Aria Se desiate, o bella, in Le risonanti sfere da velocissimi ingegni armonicamente raggirate..., Roma, 1629
- Op. 6: Secondo libro di mottetti a 2-3 voci, con una messa per 3 voci, Napoli, 1635.
- Op. 8: Annuale che contiene tutto quello, che deve far un organista per risponder al choro tutto l'anno, Venezia, 1645.
- Beatus vir e Magnificat, a 5 voci, in Selectio concentica psalmorum quinque vocibus inscripta..., Napoli, 1645
- Op. 9: Arie spirituali, morali e indifferenti, composte, e parole e musica, da frà Gio. Battista Fasolo d'Asti, dell'ordine minore conventuale di S. Francesco, mastro di cappella dell'arcivescovato di Monreale, concertate per ogni voce, a due et a tre, e nel fine alcuni dialoghi a tre voci, e due arie a canto o tenore con due violini... Libro primo, opera nona, Palermo, 1659.

## Registrazioni
- Aria Cangia, cangia tue voglie, da La barchetta passaggiera ... op. 3 (Roma, 1627), tenore Beniamino Gigli, Londra, 1947.[14]
- Il Fàsolo?, Le Poème Harmonique, dir. Vincent Dumestre, CD Alpha-23 (2004)[8]
- Messe, vol. 1 (Missa in duplicibus diebus, Missa Beatæ Mariæ Virginis e altri brani), organo Federico Del Sordo, Nova schola gregoriana di Verona, dir. Alberto Turco, CD Melos Antiqua MA12 (2011).
- Messe, vol. 2 (Missa in dominicis diebus e altri brani), organo Federico Del Sordo, Nova schola gregoriana di Verona, dir. Alberto Turco, CD Melos Antiqua MA13 (2014).
- Magnificat, Salve Regina, Ricercates (Canzoni e Fughe), organo e clavicembalo Federico Del Sordo, Schola In Dulci Jubilo di Verona, dir. Alberto Turco, 2 CD, Brilliant Classics 95512 (2017).